# Sofiya Nadyrshina
Sofiya Nadyrshina –en ruso, София Надыршина– (Yuzhno-Sajalinsk, 14 de mayo de 2003) es una deportista rusa que compite en snowboard, especialista en las pruebas de eslalon paralelo.
Ganó dos medallas en el Campeonato Mundial de Snowboard de 2021, oro en el eslalon paralelo y plata en el eslalon gigante paralelo.

## Medallero internacional
| Campeonato Mundial | Campeonato Mundial | Campeonato Mundial | Campeonato Mundial       |
| Año                | Lugar              | Medalla            | Competición              |
| ------------------ | ------------------ | ------------------ | ------------------------ |
| 2021               | Rogla (Eslovenia)  | Medalla de oro     | Eslalon paralelo         |
| 2021               | Rogla (Eslovenia)  | Medalla de plata   | Eslalon gigante paralelo |